# Longchuanacris
Longchuanacris är ett släkte av insekter. Longchuanacris ingår i familjen gräshoppor.
Kladogram enligt Catalogue of Life:
| Longchuanacris | \| \| Longchuanacris bilobatus \| \| \| \| \| \| Longchuanacris curvifurculus \| \| \| \| \| \| Longchuanacris guangxiensis \| \| \| \| \| \| Longchuanacris macrofurculus \| \| \| \| |
|                | \| \| Longchuanacris bilobatus \| \| \| \| \| \| Longchuanacris curvifurculus \| \| \| \| \| \| Longchuanacris guangxiensis \| \| \| \| \| \| Longchuanacris macrofurculus \| \| \| \| |
|                | Longchuanacris bilobatus |
|                | |
|                | Longchuanacris curvifurculus |
|                | |
|                | Longchuanacris guangxiensis |
|                | |
|                | Longchuanacris macrofurculus |
|                | |